# Non liquet
Non liquet, lat., "det är inte klart". Vid de gamla romerska domstolarna med flera bisittare kunde man rösta på tre sätt: en tavla med A (absolvo) betydde: "jag friar"; en med C (condemno) "jag fäller"; och en med N.L. (non liquet) "jag nedlägger min röst". 
I moderna rättsordningar är en domare i allmänhet tvingad av lagen att endera fria eller fälla. I brottmål med jury inför skotsk domstol har det dock stått juryn fritt att meddela som sitt beslut att "bevisningen ej är tillräcklig".